# P-pop
P-pop (Pinoy pop, 파이팝), Philippine pop, Filipino pop은 OPM 장르에서 유래 한 필리핀의 대중적인 현대 음악을 말한다. 1970년대에 시작된 P-pop은 2020년대에 성장하는 장르입니다. 1990년대부터 2000년대까지 OPM 팝은 라이브 밴드 현장에서 정기적으로 선보였다.
Neocolours, Side A, Introvoys, The Teeth, Yano, True Faith, Passage 및 Freestyle과 같은 그룹은이 시대의 OPM 팝의 감성적 성격을 명확하게 반영하는 노래를 대중화했다.
2010년부터 2020년까지 필리핀 팝 음악 또는 P-pop은 품질, 예산, 투자 및 다양성이 크게 변하여 국가의 급속한 경제 성장과 함께 아시아 정체성의 사회적, 문화적 부활에 걸맞게 큰 변화를 겪었다. 이는 K-pop과 J-pop의 영향을 많이 받았으며 아시아 스타일 발라드, 아이돌 그룹, EDM 음악의 성장과 서양 장르에 대한 의존도가 낮아 밀레 니얼 세대의 필리핀과 주류 사이에서 한류와 유사한 일본의 인기를 반영한 것이다. 문화. 이 현재 주류 장르의 성장을 정의한 유명한 P-pop 음악 아티스트로는 Sarah Geronimo, SB19, XLR8, Morissette Amon, KZ Tandingan, Erik Santos, Yeng Constantino, MNL48, Regine Velasquez, BINI, BGYO 및 P-Pop Generation이 있다.

## Artist
- 아라맡
- 1st.One
- BGYO
- BINI
- MNL48
- P-pop Generation
- SB19
- XLR8
- XOXO
- Avni

## 같이 보기
- K-pop
- C-pop
- J-pop